# The Voice Portugal
The Voice Portugal é um espetáculo de talento português que estreou a 29 de outubro de 2011 na RTP1, sob o nome A Voz de Portugal. O programa é baseado no formato original holandês The Voice of Holland, criado pelo produtor televisivo John de Mol, cujo conceito é o de encontrar o melhor concorrente (cantores solo, duetos ou trios, com 15 anos de idade ou mais) entre cantores amadores ou profissionais, selecionados em audições com inscrições abertas ao público.
Os mentores vão decidindo ao longo do programa quem deve abandonar o programa, mas a decisão final cabe ao público, através de voto por telefone. O prémio final é um contrato discográfico com a Universal Music Group. A partir da quinta edição, para além do contrato de um álbum, o prémio é um carro. Os vencedores das 12 edições transmitidas foram: Denis Filipe, Rui Drumond, Deolinda Kinzimba, Fernando Daniel, Tomás Adrião, Marvi, Rita Sanches, Luís Trigacheiro, Rodrigo Lourenço, Gustavo Reinas, José Bacelar e Rafael Ribeiro.
O programa inclui um painel de mentores que constrói uma equipa de concorrentes e a aconselha ao longo da edição. Desta forma, competem também entre si, existindo também um mentor vencedor. O painel de mentores original incluiu Rui Reininho, Mia Rose, Os Anjos e Paulo Gonzo. Atualmente, fazem parte do painel Sara Correia, Nininho Vaz Maia, Sónia Tavares e Fernando Daniel. Em outras temporadas, foram também mentores Anselmo Ralph, Marisa Liz, Mickael Carreira, Aurea, Diogo Piçarra, António Zambujo, Carolina Deslandes e Dino D'Santiago.
A Voz de Portugal estreou a 29 de outubro de 2011, terminando a 25 de fevereiro do ano seguinte. Após um período de intervalo de dois anos, o formato voltou à televisão para mais três edições (2014, 2015 e 2016), com um novo nome, The Voice Portugal. Em 2017 foram confirmadas mais duas edições anuais, para 2017 e 2018. Em 2019 foi anunciada uma nova edição.  Em 2020, depois do adiamento da segunda edição da versão infantil, devido à Pandemia de COVID-19 em Portugal, foi anunciada a oitava edição. Em 2021, foi anunciada a nona edição num ano em que o programa realiza 10 anos de existência.

## Formato
O programa inicia com as "Provas Cegas", onde os mentores selecionam 14 concorrentes (à exceção da segunda edição em que as equipas tiveram 16 artistas) para fazer parte da equipa que irão mentorar ao longo da edição. As cadeiras dos mentores estão voltadas para o público durante a atuação do concorrente; os mentores que querem o concorrente para a sua equipa devem carregar no botão, virando a cadeira para o palco. No final da atuação, o concorrente deve escolher a equipa de um dos mentores que virou a cadeira (ou, se apenas um tiver virado, fica na sua equipa).
Na segunda fase, "As Batalhas", cada mentor divide a sua equipa em pares e atribui-lhes uma canção, que devem interpretar em conjunto, escolhendo apenas um para avançar para a fase seguinte. Em todas as edições existem ajudantes dos mentores (cantores ou compositores conhecidos), que estão presentes nos ensaios. Na primeira edição, os ajudantes estiveram presentes no ringue de batalha para ajudar a tomar a decisão final; no entanto, a partir da segunda edição, os ajudantes apenas estão presentes nos ensaios. Ainda na primeira edição, no final de todas as batalhas, cada mentor escolheu dois concorrentes que perderam a sua batalha para serem sujeitos à votação do público; o mais votado dos dois prossegue para a fase seguinte. Na segunda edição foi acrescentada uma novidade: cada mentor tem a capacidade de salvar concorrentes que os outros mentores excluem da sua equipa após a batalha. Na segunda e quarta edições, cada mentor podia salvar dois concorrentes; na terceira edição, apenas um. Na quinta edição foi ainda acrescentada a Sala de Tudo ou Nada. Esta sala tem apenas um lugar por cada mentor; ao longo da fase de batalha, um mentor pode salvar um concorrente e logo de seguida substitui-lo por outro. Apenas no final de todas as batalhas se sabe que os concorrentes ainda na sala são os que prosseguem para a fase seguinte. Na sétima edição, deixou de existir a Sala de Tudo ou Nada e o método passou a ser o mesmo da terceira edição.
Os "Tira-Teimas" foram introduzidos na segunda edição. As equipas são divididas em grupos de quatro concorrentes que atuam individualmente; de cada grupo apenas são apurados dois para a fase seguinte, sendo a decisão tomada pelo mentor da equipa. Na terceira edição, devido ao número de concorrentes em cada equipa, cada mentor escolheu dois concorrentes para avançar diretamente para a fase seguinte, sem ter de atuar nos tira-teimas. O mesmo ocorreu na quarta edição, onde cada mentor escolheu um concorrente para passagem direta. Ainda na quarta edição houve outra novidade: todos os concorrentes que perderam o tira-teimas foram sujeitos à votação do público; o mais votado de cada equipa prosseguiu para a fase seguinte. Na sétima edição, pela primeira vez, os Tira-Teimas foram emitidos em direto. De cada equipa, passaram dois concorrentes para as galas: um escolhido pelo público, e outro escolhido pelo seu mentor.
Nas "Galas ao Vivo", os concorrentes atuam em galas semanais, onde a cada semana os concorrentes vão sendo eliminados, podendo ser salvos pelo público ou pelo seu mentor. Na fase de Top 8, onde restam dois concorrentes em cada equipa, o mentor tem 50 pontos a atribuir, que devem ser distribuídos pelos dois concorrentes. A votação do público corresponde aos restantes 50 pontos. Quem obtiver um resultado maior de soma entre os pontos, avança para a final. De reparar que, em caso de empate, a decisão que prevalece é a da votação do público. Na gala final participa um concorrente de cada equipa (Top 4).

## Apresentadores
A primeira edição contou com a apresentação de Catarina Furtado. Entre as segunda e décima edições, Vasco Palmeirim acompanhou Furtado.
O Repórter V na primeira edição foi Diogo Beja. Na segunda, Laura Figueiredo, Mariana Monteiro e Pedro Fernandes ficaram com o cargo. Da terceira até à quinta, foi a vez de Jani Gabriel enquanto na sexta e posteriormente na sétima edição, Mafalda de Castro foi a Repórter V. Na oitava edição, Fábio Lopes integrou o papel de Apresentador Digital onde se manteve até à nona edição. Catarina Maia substituiu Lopes na décima temporada, onde se mantém até a atual edição.
| Catarina Furtado  |   |   |   |   |   |   |   |   |   |    |    |    |
| Vasco Palmeirim   |   |   |   |   |   |   |   |   |   |    |    |    |
| Bastidores        | 1 | 2 | 3 | 4 | 5 | 6 | 7 | 8 | 9 | 10 | 11 | 12 |
| Diogo Beja        |   |   |   |   |   |   |   |   |   |    |    |    |
| Laura Figueiredo  |   |   |   |   |   |   |   |   |   |    |    |    |
| Mariana Monteiro  |   |   |   |   |   |   |   |   |   |    |    |    |
| Pedro Fernandes   |   |   |   |   |   |   |   |   |   |    |    |    |
| Jani Gabriel      |   |   |   |   |   |   |   |   |   |    |    |    |
| Mafalda de Castro |   |   |   |   |   |   |   |   |   |    |    |    |
| Fábio Lopes       |   |   |   |   |   |   |   |   |   |    |    |    |
| Catarina Maia     |   |   |   |   |   |   |   |   |   |    |    |    |
| Maria Petronilho  |   |   |   |   |   |   |   |   |   |    |    |    |

## Mentores
A primeira edição teve como mentores a dupla dos irmãos Sérgio e Nelson, Os Anjos, a cantora pop Mia Rose, o cantor Paulo Gonzo e o cantor principal da banda rock GNR, Rui Reininho. Na segunda edição, o programa recebeu novos mentores: o cantor pop Mickael Carreira, a cantora principal da banda Amor Electro, Marisa Liz e o cantor angolano Anselmo Ralph. Apenas Rui Reininho transitou da primeira edição para a segunda. Na terceira edição, o programa recebeu uma nova mentora: a cantora pop, Aurea, que veio ocupar o lugar de Rui Reininho, enquanto Mickael, Marisa e Anselmo permaneceram. Começando na terceira edição, não existiu alterações no painel de mentores até à sexta edição. Na sétima edição, Mickael e Anselmo foram substituídos por Diogo Piçarra e António Zambujo, que permanecem até à nona edição. Na décima temporada, Aurea e Zambujo foram substituídos pela mentora do The Voice Kids, Carolina Deslandes, e pelo estreante Dino D'Santiago.
Na 11.ª temporada, houve uma mudança total no painel de mentores. Zambujo regressou, após uma edição ausente, acompanhado pelo mentor do The Voice Kids e vencedor da quarta edição do The Voice Portugal, Fernando Daniel, a mentora do The Voice Gerações, Sara Correia, e a vocalista da banda The Gift, Sónia Tavares.

### Participações
| Mentor             | Edições | Edições | Edições | Edições | Edições | Edições | Edições | Edições | Edições | Edições | Edições | Edições | Edições |
| Mentor             | 1       | 2       | 3       | 4       | 5       | 6       | 7       | 8       | 9       | 10      | 11      | 12      | 13      |
| ------------------ | ------- | ------- | ------- | ------- | ------- | ------- | ------- | ------- | ------- | ------- | ------- | ------- | ------- |
| Rui Reininho       |         |         |         |         |         |         |         |         |         |         |         |         |         |
| Anjos              |         |         |         |         |         |         |         |         |         |         |         |         |         |
| Mia Rose           |         |         |         |         |         |         |         |         |         |         |         |         |         |
| Paulo Gonzo        |         |         |         |         |         |         |         |         |         |         |         |         |         |
| Marisa Liz         |         |         |         |         |         |         |         |         |         |         |         |         |         |
| Anselmo Ralph      |         |         |         |         |         |         |         |         |         |         |         |         |         |
| Mickael Carreira   |         |         |         |         |         |         |         |         |         |         |         |         |         |
| Aurea              |         |         |         |         |         |         |         |         |         |         |         |         |         |
| Diogo Piçarra      |         |         |         |         |         |         |         |         |         |         |         |         |         |
| António Zambujo    |         |         |         |         |         |         |         |         |         |         |         |         |         |
| Carolina Deslandes |         |         |         |         |         |         |         |         |         |         |         |         |         |
| Dino D'Santiago    |         |         |         |         |         |         |         |         |         |         |         |         |         |
| Fernando Daniel    |         |         |         |         |         |         |         |         |         |         |         |         |         |
| Sara Correia       |         |         |         |         |         |         |         |         |         |         |         |         |         |
| Sónia Tavares      |         |         |         |         |         |         |         |         |         |         |         |         |         |
| Nininho Vaz Maia   |         |         |         |         |         |         |         |         |         |         |         |         |         |
| Calema             |         |         |         |         |         |         |         |         |         |         |         |         |         |

### Ajudantes dos mentores
| Edição | Mentores           | Mentores           | Mentores                     | Mentores           | Fase do programa |
| 3      | Mickael Carreira   | Marisa Liz         | Aurea                        | Anselmo Ralph      | Fase do programa |
| ------ | ------------------ | ------------------ | ---------------------------- | ------------------ | ---------------- |
| 3      | Tony Carreira      | Tiago Pais Dias    | Rui Ribeiro                  | Agir               | Batalhas         |
| 3      | Simone de Oliveira | Simone de Oliveira | Simone de Oliveira           | Simone de Oliveira | Tira-Teimas      |
| 4      | Diogo Piçarra      | Tiago Pais Dias    | As Patrícias Richie Campbell | Bonga              | Batalhas         |
| 5      | David Carreira     | Tiago Pais Dias    | Carolina Deslandes           | Anna Joyce         | Batalhas         |
| 5      | Mariza             | Mariza             | Mariza                       | Mariza             | Tira-Teimas      |
| 6      | Fernando Daniel    | Tiago Pais Dias    | Raquel Tavares               | Bárbara Bandeira   | Batalhas         |
| 6      | Sea3p0             | Rui Reininho       | Nelson Évora                 | José Avillez       | Tira-Teimas      |

### Painel de mentores
| Painel de mentores segundo a ordem de cadeiras | Painel de mentores segundo a ordem de cadeiras | Painel de mentores segundo a ordem de cadeiras | Painel de mentores segundo a ordem de cadeiras | Painel de mentores segundo a ordem de cadeiras | Painel de mentores segundo a ordem de cadeiras |
| Edição                                         | Ano(s)                                         | Mentores e respetivas cores                    | Mentores e respetivas cores                    | Mentores e respetivas cores                    | Mentores e respetivas cores                    |
| Edição                                         | Ano(s)                                         | 1                                              | 2                                              | 3                                              | 4                                              |
| ---------------------------------------------- | ---------------------------------------------- | ---------------------------------------------- | ---------------------------------------------- | ---------------------------------------------- | ---------------------------------------------- |
| 1                                              | 2011–2012                                      | Rui Reininho                                   | Mia Rose                                       | Sérgio & Nelson                                | Paulo Gonzo                                    |
| 2                                              | 2014                                           | Mickael Carreira                               | Marisa Liz                                     | Anselmo Ralph                                  | Rui Reininho                                   |
| 3                                              | 2015–2016                                      | Mickael Carreira                               | Marisa Liz                                     | Aurea                                          | Anselmo Ralph                                  |
| 4                                              | 2016                                           | Marisa Liz                                     | Mickael Carreira                               | Aurea                                          | Anselmo Ralph                                  |
| 5                                              | 2017                                           | Mickael Carreira                               | Marisa Liz                                     | Aurea                                          | Anselmo Ralph                                  |
| 6                                              | 2018                                           | Mickael Carreira                               | Aurea                                          | Marisa Liz                                     | Anselmo Ralph                                  |
| 7                                              | 2019–2020                                      | Diogo Piçarra                                  | Marisa Liz                                     | António Zambujo                                | Aurea                                          |
| 8                                              | 2020–2021                                      | Aurea                                          | Diogo Piçarra                                  | Marisa Liz                                     | António Zambujo                                |
| 9                                              | 2021–2022                                      | Marisa Liz                                     | António Zambujo                                | Aurea                                          | Diogo Piçarra                                  |
| 10                                             | 2022–2023                                      | Marisa Liz                                     | Dino d'Santiago                                | Diogo Piçarra                                  | Carolina Deslandes                             |
| 11                                             | 2023–2024                                      | Fernando Daniel                                | Sónia Tavares                                  | António Zambujo                                | Sara Correia                                   |
| 12                                             | 2024                                           | Sara Correia                                   | Nininho Vaz Maia                               | Sónia Tavares                                  | Fernando Daniel                                |

## Sumário de edições
Aviso: a tabela a seguir apresenta uma quantidade significativa de cores diferentes. A correspondência de cada cor está disponível na secção acima, "painel de mentores".
| Edição | Ano(s)    | 1.º Lugar         | 2.º Lugar         | 3.º Lugar          | 4.º Lugar         | 5.º Lugar          | Mentor vencedor  | Apresentação                      | Bastidores                               |
| ------ | --------- | ----------------- | ----------------- | ------------------ | ----------------- | ------------------ | ---------------- | --------------------------------- | ---------------------------------------- |
| 1      | 2011–2012 | Denis Filipe      | Ricardo Oliveira  | Daniel Moreira     | Bianca Adrião     | —                  | Rui Reininho     | Catarina Furtado                  | Diogo Beja                               |
| 2      | 2014      | Rui Drumond       | Luís Sequeira     | Alexandre Casimiro | Nuno Ribeiro      | —                  | Anselmo Ralph    | Catarina Furtado, Vasco Palmeirim | L. Figueiredo, M. Monteiro, P. Fernandes |
| 3      | 2015–2016 | Deolinda Kinzimba | Pedro Gonçalves   | Sérgio Sousa       | Patrícia Teixeira | —                  | Mickael Carreira | Catarina Furtado, Vasco Palmeirim | Jani Gabriel                             |
| 4      | 2016      | Fernando Daniel   | Francisco Murta   | Miguel Carmona     | Marta Carvalho    | —                  | Mickael Carreira | Catarina Furtado, Vasco Palmeirim | Jani Gabriel                             |
| 5      | 2017      | Tomás Adrião      | Ana Paula Rada    | Kátia Moreira      | Inês Simões       | —                  | Marisa Liz       | Catarina Furtado, Vasco Palmeirim | Jani Gabriel                             |
| 6      | 2018      | Marvi             | Diana Castro      | Soraia Cardoso     | Vânia Dilac       | Gonçalo Lopes      | Marisa Liz       | Catarina Furtado, Vasco Palmeirim | Mafalda de Castro                        |
| 7      | 2019–2020 | Rita Sanches      | Gabriel de Rose   | Joana Alegre       | Carolina Pinto    | Sebastião Oliveira | António Zambujo  | Catarina Furtado, Vasco Palmeirim | Mafalda de Castro                        |
| 8      | 2020–2021 | Luís Trigacheiro  | Tiago Silva       | Tiago Barbosa      | Miguel & João     | Diogo Leite        | Marisa Liz       | Catarina Furtado, Vasco Palmeirim | Fábio Lopes                              |
| 9      | 2021–2022 | Rodrigo Lourenço  | João Leote        | Daniel Fernandes   | Edmundo Inácio    | Mariana Rocha      | António Zambujo  | Catarina Furtado, Vasco Palmeirim | Fábio Lopes                              |
| 10     | 2022–2023 | Gustavo Reinas    | Paulo Lapa        | Rebeca Reinaldo    | Coastel           | —                  | Marisa Liz       | Catarina Furtado, Vasco Palmeirim | Catarina Maia                            |
| 11     | 2023–2024 | José Bacelar      | Maria João Soares | Guilherme Baptista | Mafalda Vasques   | Manuel Antunes     | António Zambujo  | Catarina Furtado                  | Catarina Maia                            |
| 12     | 2024–2025 | Rafael Ribeiro    | Ricardo Maia      | Rita Nunes         | Maria João Duque  | Bruno Pereira      | Fernando Daniel  | Catarina Furtado                  |                                          |

## Mentores e seus finalistas
Mentor vencedor
     Mentor em 2.º lugar
     Mentor em 3.º lugar
     Mentor em 4.º lugar
Apresentadas abaixo estão as equipas de cada mentor a partir das galas em direto. Os concorrentes em itálico chegaram à final e os vencedores estão em negrito. Considerando a colocação final dos mentores:
| Edição | Mentores e concorrentes                                                                                           | Mentores e concorrentes | Mentores e concorrentes                                                                                                 | Mentores e concorrentes                                                                                       |
| 1      | Rui Reininho | Mia Rose | Anjos | Paulo Gonzo                                                                                                   |
| ------ | --- | --- | --- | --- |
| 1      | Denis Filipe Pedro Poseiro João Pedro Rosas Marisa Almeida Celeste Cortez João Castro Joana Alves Ana M. Teixeira | Daniel Moreira Salvador Seixas Deborah Gonçalves Teresa Santos Inês Martins Ana Carolina Veiga Luís de Almeida Rui Sirgado | Ricardo Oliveira Carla Ribeiro Joana Garcia Vasco Duarte Sara Henriques Luísa & Inês Silva Bruno Francisco Joana Barata | Bianca Adrião Joana Jorge Sílvio Switha Sandrine Orsini Sílvia Silva Salomé Caldeira Rui Pereira Pedro Coelho |
| 2      | Mickael Carreira                                                                                                  | Marisa Liz | Anselmo Ralph | Rui Reininho                                                                                                  |
| 2      | Nuno Ribeiro Jéssica Cipriano Mariana Bandhold Carlos Costa Bernardo Nunes Diogo Correia                          | Luís Sequeira Bianca Barros Nuno Pinto Bruno Vieira Ricardo Morais Renata Gonçalves                                        | Rui Drumond Leonor Andrade Rita Seidi Pedro Garcia João Parreira Mariana Azevedo                                        | Alexandre Casimiro Tiago Garrinhas Constança Gonçalves Sara Ribeiro Ricardo Costa Pablo Oliveira              |
| 3      | Mickael Carreira                                                                                                  | Marisa Liz | Aurea | Anselmo Ralph                                                                                                 |
| 3      | Deolinda Kinzimba Guilherme Azevedo Milene Sofia Sofia Silva                                                      | Sérgio Sousa Alfredo Costa Pedro Maceiras Ricardo Mestre                                                                   | Patrícia Teixeira Soraia Tavares Inês Côrte-Real Nayr Faquirá                                                           | Pedro Gonçalves Joana Melo Albina Bushmalyova Filipa Azevedo                                                  |
| 4      | Marisa Liz | Mickael Carreira | Aurea | Anselmo Ralph                                                                                                 |
| 4      | Miguel Carmona Andrea Verdugo Daniel Galvão Maria Bradshaw Marisa Almeida Bruno Pina                              | Fernando Daniel Sérgio Alves Fausto Vasconcelos Marcos Bessa Vera Lima Juliana Linharelhos                                 | Francisco Murta Jéssica Ângelo David Gomes Edna Catarina Castanhas Bertílio Santos                                      | Marta Carvalho Márcio Vicente Cristina Afonso Joana Lopes Alexandra Moita Laura Vargas                        |
| 5      | Mickael Carreira                                                                                                  | Marisa Liz | Aurea | Anselmo Ralph                                                                                                 |
| 5      | Inês Simões Fábio Mouzinho Simão Quintans Salomé Caldeira                                                         | Tomás Adrião Tiago Nacarato Ricardo Barroso Ricardo Neiva                                                                  | Ana Paula Cláudia Pascoal Joaquim Cabral Diana Lucas                                                                    | Kátia Moreira Marta Pinto Telma Domingues Vanessa Coelho                                                      |
| 6      | Mickael Carreira                                                                                                  | Aurea | Marisa Liz | Anselmo Ralph                                                                                                 |
| 6      | Gonçalo Lopes Gabriel Gomes Elsa Frias Hugo Baptista                                                              | Soraia Cardoso João Palma Márcia Trabulo Leo                                                                               | Marvi Diana Castro Isaías Manhiça Gonçalo Santos                                                                        | Vânia Dilac Joana Couto Zé Maia Rodrigues Nuel                                                                |
| 7      | Diogo Piçarra | Marisa Liz | António Zambujo | Aurea |
| 7      | Joana Alegre Gabriel Silva Pedro do Vale Caroletta                                                                | Sebastião Oliveira Francisco Sequeira Filipa Maldonado Marisa Oliveira                                                     | Rita Sanches Carolina Pinto Michael Cranmer Matheus Paraizo                                                             | Gabriel de Rose Wesley Semé Victor Estanga Nuno Esperto                                                       |
| 8      | Aurea | Diogo Piçarra | Marisa Liz | António Zambujo                                                                                               |
| 8      | Tiago Barbosa Miguel & João Catarina Archer Nelson Sousa Alicia Camps Rita Laranjeira                             | Diogo Leite Jéssica Ângelo Gonçalo Bilé Kevin Lopes Paloma & Jorginho Catarina Pereira                                     | Luís Trigacheiro Luciana & Pri João Amaral Rafaela Monteiro Susana Costa Favela Lacroix                                 | Tiago Silva Mariana Rebelo Íris Silva Mari Segura Maria Casal Ribeiro Francisco Vicente                       |
| 9      | Marisa Liz | António Zambujo | Aurea | Diogo Piçarra                                                                                                 |
| 9      | João Leote João Neves Inês Marques Lucas Miguel Dias Inês Martins Pedro Tavares                                   | Rodrigo Lourenço Maria Inês Graça Beatriz Cepeda Rui Taipa Márcio Gonçalves Rita Medeiros Maria Pereira                    | Mariana Rocha Francisca Oliveira Huca Rui Pedro Matilde Jacob Sara Badalo                                               | Daniel Fernandes Edmundo Inácio Aliança Velha Matheus Alcântara Francisca Rocha Lusitana                      |
| 10     | Marisa Liz | Dino D'Santiago | Diogo Piçarra | Carolina Deslandes                                                                                            |
| 10     | Gustavo Reinas Rúben Torres João Ribeiro António Ataíde                                                           | Coastel Soraia Morais Diogo Carapinha Vincente Augusto Lourenço Ataíde                                                     | Rebeca Reinaldo Wander Isaac Isaac Costa Clara de Gail                                                                  | Paulo Lapa Sasha Silva Beatriz Santos Margarida & Tomás Francisco Barata                                      |
| 11     | Fernando Daniel                                                                                                   | Sónia Tavares | António Zambujo | Sara Correia                                                                                                  |
| 11     | Guilherme Baptista Herineu Prescindo João Duarte Cristiano Calisto                                                | Manuel Antunes Daniel Pinto Rafael Abrantes Sofia Silva                                                                    | José Bacelar Maria João Soares Matilde Oliveira Vânia Mussagy                                                           | Mafalda Vasques Diogo Oliveira Catarina Lima Mariana Santana                                                  |

## Títulos por mentores
Considerando a colocação final dos participantes da sua equipa (não a colocação final dos mentores):
| Mentor             | Primeiro | Segundo | Terceiro | Quarto  | Quinto  |
| ------------------ | -------- | ------- | -------- | ------- | ------- |
| Marisa Liz         | 4 vezes  | 3 vezes | 2 vezes  | —       | 1 vez   |
| António Zambujo    | 3 vezes  | 2 vezes | —        | 1 vez   | —       |
| Mickael Carreira   | 2 vezes  | —       | —        | 2 vezes | 1 vez   |
| Anselmo Ralph      | 1 vez    | 1 vez   | 1 vez    | 2 vezes | —       |
| Rui Reininho       | 1 vez    | —       | 1 vez    | —       | —       |
| Fernando Daniel    | 1 vez    | —       | 1 vez    | —       | —       |
| Aurea              | —        | 3 vezes | 2 vezes  | 2 vezes | 1 vez   |
| Nininho Vaz Maia   | —        | 1 vez   | 1 vez    | —       | —       |
| Anjos              | —        | 1 vez   | —        | —       | —       |
| Carolina Deslandes | —        | 1 vez   | —        | —       | —       |
| Diogo Piçarra      | —        | —       | 3 vezes  | 1 vez   | 1 vez   |
| Mia Rose           | —        | —       | 1 vez    | —       | —       |
| Paulo Gonzo        | —        | —       | —        | 1 vez   | —       |
| Dino D'Santiago    | —        | —       | —        | 1 vez   | —       |
| Sara Correia       | —        | —       | —        | 2 vezes | —       |
| Sónia Tavares      | —        | —       | —        | —       | 2 vezes |

## Nomeações e prémios
Os Troféus TV 7 Dias foram criados em 2010. 
| Troféu TV 7 Dias | Troféu TV 7 Dias                       | Troféu TV 7 Dias     | Troféu TV 7 Dias | Troféu TV 7 Dias |
| Ano              | Categoria                              | Nomeação             | Resultado        |                  |
| ---------------- | -------------------------------------- | -------------------- | ---------------- | ---------------- |
| 2014             | Melhor Programa de Entretenimento      | The Voice Portugal 2 | Venceu           |                  |
| 2015             | Melhor Programa de Entretenimento      | The Voice Portugal 3 | Venceu           |                  |
| 2015             | Melhor apresentadora de Entretenimento | Catarina Furtado     | Indicado         |                  |
| 2016             | Melhor Programa de Entretenimento      | The Voice Portugal 4 | Venceu           |                  |
| 2016             | Melhor apresentadora de Entretenimento | Catarina Furtado     | Indicado         |                  |
| 2016             | Melhor apresentador de Entretenimento  | Vasco Palmeirim      | Indicado         |                  |
| 2019             | Melhor Programa de Entretenimento      | The Voice Portugal 6 | Venceu           |                  |

## Audiências
| Edição | Horário          | Episódios | Transmissão            | Transmissão             | Audiência           | Audiência           |
| Edição | Horário          | Episódios | Estreia                | Final                   | Estreia             | Final               |
| ------ | ---------------- | --------- | ---------------------- | ----------------------- | ------------------- | ------------------- |
| 1      | Sábado às 22h00  | 18        | 29 de outubro de 2011  | 25 de fevereiro de 2012 | 7,8% (23,7% share)  | 7,0% (22,1% share)  |
| 2      | Domingo às 21h00 | 17        | 30 de março de 2014    | 27 de julho de 2014     | 11,8% (21,8% share) | 8,5% (20,5% share)  |
| 3      | Domingo às 21h00 | 14        | 11 de outubro de 2015  | 10 de janeiro de 2016   | 12,1% (24,6% share) | 13,0% (27,2% share) |
| 4      | Domingo às 21h00 | 17        | 4 de setembro de 2016  | 25 de dezembro de 2016  | 9,6% (21,7% share)  | 8,8% (22,6% share)  |
| 5      | Domingo às 21h00 | 15        | 10 de setembro de 2017 | 23 de dezembro de 2017  | 11,1% (24,0% share) | 7,3% (18,8% share)  |
| 6      | Domingo às 21h00 | 15        | 23 de setembro de 2018 | 30 de dezembro de 2018  | 8,4% (18,5% share)  | 8,7% (20,1% share)  |
| 7      | Domingo às 21h00 | 14        | 13 de outubro de 2019  | 12 de janeiro de 2020   | 9,2% (18,1% share)  | 9,7% (19,8% share)  |
| 8      | Domingo às 21h00 | 15        | 27 de setembro de 2020 | 3 de janeiro de 2021    | 8,7% (17,5% share)  | 9,0% (19,1% share)  |
| 9      | Domingo às 21h15 | 15        | 17 de outubro de 2021  | 6 de fevereiro de 2022  | 9,2% (19,9% share)  | 6,5% (15,3% share)  |
| 10     | Domingo às 21h15 | 17        | 25 de setembro de 2022 | 22 de janeiro de 2023   | 6,8% (15,5% share)  | 6,9% (16,8% share)  |
| 11     | Domingo às 21h15 | 15        | 17 de setembro de 2023 | 7 de janeiro de 2024    | 6,8% (15,1% share)  | 5,7% (13,7% share)  |

## The Voice Gerações
Em 2022, a RTP1 anunciou que transmitiria uma nova versão do The Voice Portugal, chamada The Voice Gerações. Nesta nova versão, apenas podem competir grupos de famílias e/ou amigos de diferentes idades.

### Painel de mentores
| Painel de mentores segundo a ordem de cadeiras | Painel de mentores segundo a ordem de cadeiras | Painel de mentores segundo a ordem de cadeiras | Painel de mentores segundo a ordem de cadeiras | Painel de mentores segundo a ordem de cadeiras | Painel de mentores segundo a ordem de cadeiras |
| Edição                                         | Ano(s)                                         | Mentores e respetivas cores                    | Mentores e respetivas cores                    | Mentores e respetivas cores                    | Mentores e respetivas cores                    |
| Edição                                         | Ano(s)                                         | 1                                              | 2                                              | 3                                              | 4                                              |
| ---------------------------------------------- | ---------------------------------------------- | ---------------------------------------------- | ---------------------------------------------- | ---------------------------------------------- | ---------------------------------------------- |
| 1                                              | 2022                                           | Mickael Carreira                               | Simone de Oliveira                             | Bárbara Bandeira                               | Anselmo Ralph                                  |
| 2                                              | 2023                                           | Mickael Carreira                               | Simone de Oliveira                             | Sara Correia                                   | Anselmo Ralph                                  |

### Sumário de edições
Aviso: a tabela a seguir apresenta uma quantidade significativa de cores diferentes. A correspondência de cada cor está disponível na secção acima, "painel de mentores".
| Edição | Ano  | Vencedor         | Finalistas    | Finalistas   | Finalistas        | Finalistas      | Mentor vencedor | Apresentação                      | Bastidores    |
| ------ | ---- | ---------------- | ------------- | ------------ | ----------------- | --------------- | --------------- | --------------------------------- | ------------- |
| 1      | 2022 | Rodrigo & Teresa | Os Vocalistas | Anna & Riana | Cristiana & Sónia | Família Grilo   | Anselmo Ralph   | Catarina Furtado, Vasco Palmeirim | —             |
| 2      | 2023 | Todagente        | Azinhaga      | Os Vouginhas | FigoMaduro        | Grupo Pioneiros | Anselmo Ralph   | Catarina Furtado, Vasco Palmeirim | Catarina Maia |

### Primeira edição (7, 14 de agosto de 2022)
No dia 3 de julho, Mickael Carreira, Anselmo Ralph, Bárbara Bandeira e Simone de Oliveira foram anunciados como os mentores desta versão. A edição contou com dois episódios apenas, apresentados por Catarina Furtado e Vasco Palmeirim.
| Equipas            | Equipas           | Equipas                     | Equipas                     |
| ------------------ | ----------------- | --------------------------- | --------------------------- |
| Vencedor           | Vencedor          | Segundo lugar               | Segundo lugar               |
| Terceiro lugar     | Terceiro lugar    | Eliminado na gala em direto | Eliminado na gala em direto |
|                    |                   |                             |                             |
| Mentores           | Grupos            | Grupos                      | Grupos                      |
| Mickael Carreira   | Cristiana & Sónia | Gonçalo & Beatriz           |                             |
| Simone de Oliveira | Os Vocalistas     | Família Grilo               | Lúdica Música               |
| Bárbara Bandeira   | Anna & Riana      | Família Rotilo              |                             |
| Anselmo Ralph      | Rodrigo & Teresa  | Família Chaveiro            |                             |

|                           | Rodrigo & Teresa (67 & 26)  | "Shallow"                     | [ a ]                   | "Climb Ev'ry Mountain"    | "Shallow"                    |  |  |
|                           | Os Vocalistas (28–58)       | "As Mulatinhas"               | [ b ]                   | "Se Fores ao Alentejo"    | "As Mulatinhas"              |  |  |
|                           | Anna & Riana (35 & 9)       | "Como Eu"                     | [ c ]                   | "Nós Dois"                | "Como Eu"                    |  |  |
|                           | Cristiana & Sónia (26 & 41) | "Can't Help Falling in Love"  | [ d ]                   | "Onde Vais"               | "Can't Help Falling in Love" |  |  |
|                           | Família Grilo (16–53)       | "As Mondadeiras"              | [ b ]                   | "Flor Sem Tempo"          | "As Mondadeiras"             |  |  |
|                           | Lúdica Música (46–63)       | "Desfolhada Portuguesa"       | [ b ]                   | "Canção do Mar"           |                              |  |  |
|                           | Família Rotilo (16–39)      | "Hallelujah"                  | [ b ]                   | "Feeling Good"            |                              |  |  |
|                           | Gonçalo & Beatriz (34 & 17) | "O Amor é Assim"              | [ f ]                   | "Circo de Feras"          |                              |  |  |
|                           | Família Chaveiro            | "MMMBop"                      | [ g ]                   | "Can't Stop the Feeling!" |                              |  |  |
| Família Marques (15–51)   | Família Marques (15–51)     | "Eterno"                      | [ h ]                   |                           |                              |  |  |
| Família Gonzaga (13 & 45) | Família Gonzaga (13 & 45)   | "Forever Young"               | [ h ]                   |                           |                              |  |  |
| Família Faleiro (12–44)   | Família Faleiro (12–44)     | "A Nossa Vez"                 | [ h ]                   |                           |                              |  |  |
| Família Marcelino (15–49) | Família Marcelino (15–49)   | "I Wanna Dance With Somebody" | [ h ]                   |                           |                              |  |  |
|                           |                             |                               |                         |                           |                              |  |  |
| Notas                     | Notas                       | 1. 2. 3. 4. 5. 6. 7. 8.       | 1. 2. 3. 4. 5. 6. 7. 8. | 1. 2. 3. 4. 5. 6. 7. 8.   | 1. 2. 3. 4. 5. 6. 7. 8.      |  |  |

### Segunda edição (2–23 de julho de 2023)
Em abril de 2023, foi anunciado na página oficial do programa no Instagram que The Voice Gerações estaria de regresso para uma segunda temporada. A 4 de junho, durante uma gala de The Voice Kids, foi anunciado que Sara Correia substituiria Bandeira como mentora, enquanto Carreira, Ralph e Oliveira continuariam no programa. Trasmitida aos domingos, a edição foi apresentada por Furtado e Palmeirim, e com Catarina Maia nos bastidores.
| Equipas            | Equipas         | Equipas                       | Equipas                       |
| ------------------ | --------------- | ----------------------------- | ----------------------------- |
| Vencedor           | Vencedor        | Segundo lugar                 | Segundo lugar                 |
| Terceiro lugar     | Terceiro lugar  | Eliminado nas galas em direto | Eliminado nas galas em direto |
|                    |                 |                               |                               |
| Mentores           | Grupos          | Grupos                        | Grupos                        |
| Mickael Carreira   | Azinhaga        | FigoMaduro                    | Os Herlanders                 |
| Simone de Oliveira | Os Vouginhas    | Gerson, Madalena & Maria      | Inês, Érica & Nicole          |
| Sara Correia       | Grupo Pioneiros | Lara & Rafaela                | Irina & Soraia                |
| Anselmo Ralph      | Todagente       | Irina, Maria Inês & Núria     | Daniel & Catarina             |

O The Voice Gerações vai voltar à RTP1 em 2025 para a sua terceira edição. Ainda não é conhecido o painel de mentores.

## Prémios
Troféus de Televisão TV 7 Dias/Impala
| Ano  | Prémio                           | Resultado |
| ---- | -------------------------------- | --------- |
| 2018 | Entretenimento - Melhor Programa | Venceu    |
| 2021 | Entretenimento - Melhor Programa | Venceu    |